# Piper aurorubrum
Piper aurorubrum är en pepparväxtart som beskrevs av C. Dc.. Piper aurorubrum ingår i släktet Piper och familjen pepparväxter. Inga underarter finns listade i Catalogue of Life.